# 愛媛県道301号宮崎波方線
愛媛県道301号宮崎波方線 （えひめけんどう301ごう みやざきなみかたせん）は、愛媛県今治市を通る一般県道である。

## 概要
今治市波方町宮崎から今治市波方町馬刀潟に至る。

### 路線データ
- 起点：今治市波方町宮崎
- 終点：今治市波方町馬刀潟（愛媛県道166号波方環状線交点）
- 総延長：5.3 km

## 地理

### 通過する自治体
- 愛媛県
  - 今治市

### 交差する道路
| 交差する道路            | 交差する場所 | 交差する場所 |
| ----------------------- | ------------ | ------------ |
| 愛媛県道166号波方環状線 | 波方町馬刀潟 | 終点         |

### 沿線
- 七五三ヶ浦公園キャンプ場
- 波方ターミナル